# Запорізька обласна універсальна наукова бібліотека

Одне з перших приміщень бібліотеки

Комунальний заклад «Запорізька обласна універсальна наукова бібліотека» Запорізької обласної ради (КЗ «ЗОУНБ» ЗОР, до жовтня 2016 року — імені О. М. Горького) належить до провідних бібліотек Запорізької області. Дата заснування — 22 січня 1904 року.
Бібліотечний фонд становить 1 млн 484 тис. од. Загальна площа книгосховища — 4700 м². Кількість місць для користувачів — 800.

## Історія

Приміщення бібліотеки по вулиці Лепіка, 12, м. Запоріжжя

Історія Запорізької обласної універсальної наукової бібліотеки починається 22 січня 1904 року із затвердження Статуту Олександрівської міської громадської бібліотеки Єкатеринославської губернії, а першого користувача новоутворена бібліотека прийняла 15 січня 1905 року.
Біографія бібліотеки на всіх етапах свого розвитку тісно пов'язана з основними віхами громадсько-політичного життя країни:
- 1939 р. — перетворена в обласну бібліотеку;
- 1941 р. — за нацистської окупації бібліотеку спалено;
- 1943 р. — відразу після визволення міста почалося відновлення книжкового фонду. Незвичне формування бібліотеки після розгрому фашистських окупантів. Місто звільнили 14 жовтня, а бібліотека почала працювати вже 17 жовтня 1943 року, хоча фонди були знищені. Книги до бібліотеки передавали зі спеціального літературного фонду, який поповнювали бібліотеки з різних міст Радянського Союзу (віддавали дублетні видання). Тоді бібліотека розташовувалась на вулиці Чекістів (нині — вулиця Троїцька). Вона весь час була розташована в нинішньому Олександрівському районі (до 2016 року — Жовтневому). Тільки з 1954 по 1977 роки — в Ленінському районі.
- У жовтні 1977 року — завершено спорудження нового приміщення і здійснено перехід до сучасного Палацу книги.

Нині ЗОУНБ — інформаційний, культурно-просвітницький комплекс, центр інтелектуального розвитку жителів регіону.

## Адміністрація

### Директор
- Волкова Ольга Василівна (з 2015 року).
- Степаненко Інна Павлівна (травень 1982 — грудень 2014) — Заслужений працівник культури України [Архівовано 4 листопада 2018 у Wayback Machine.]. Внесок Інни Павлівни в розвиток культури Запорізького краю загалом та бібліотечної справи зокрема неоціненний. Під її керівництвом ЗОУНБ перетворилася на сучасний інформаційний науковий заклад, в центр новітніх технологій, передових форм і методів обслуговування користувачів. Особистими професійними досягненнями її стали впровадження у бібліотечну практику нових методів господарювання, введення додаткових (сервісних) послуг, створення автоматизованого інформаційного простору, сприяння розробці та прийняттю програм інформатизації бібліотечних процесів, поповнення книжкових фондів, створення комфортних, зручних умов для роботи користувачів та персоналу закладу[3].

### Заступники директора
- З внутрішньобібліотечної роботи: Кійко Олена Михайлівна.
- З наукової роботи та інформатизації: Ізюмова Людмила Федорівна.

Виставкова зала бібліотеки

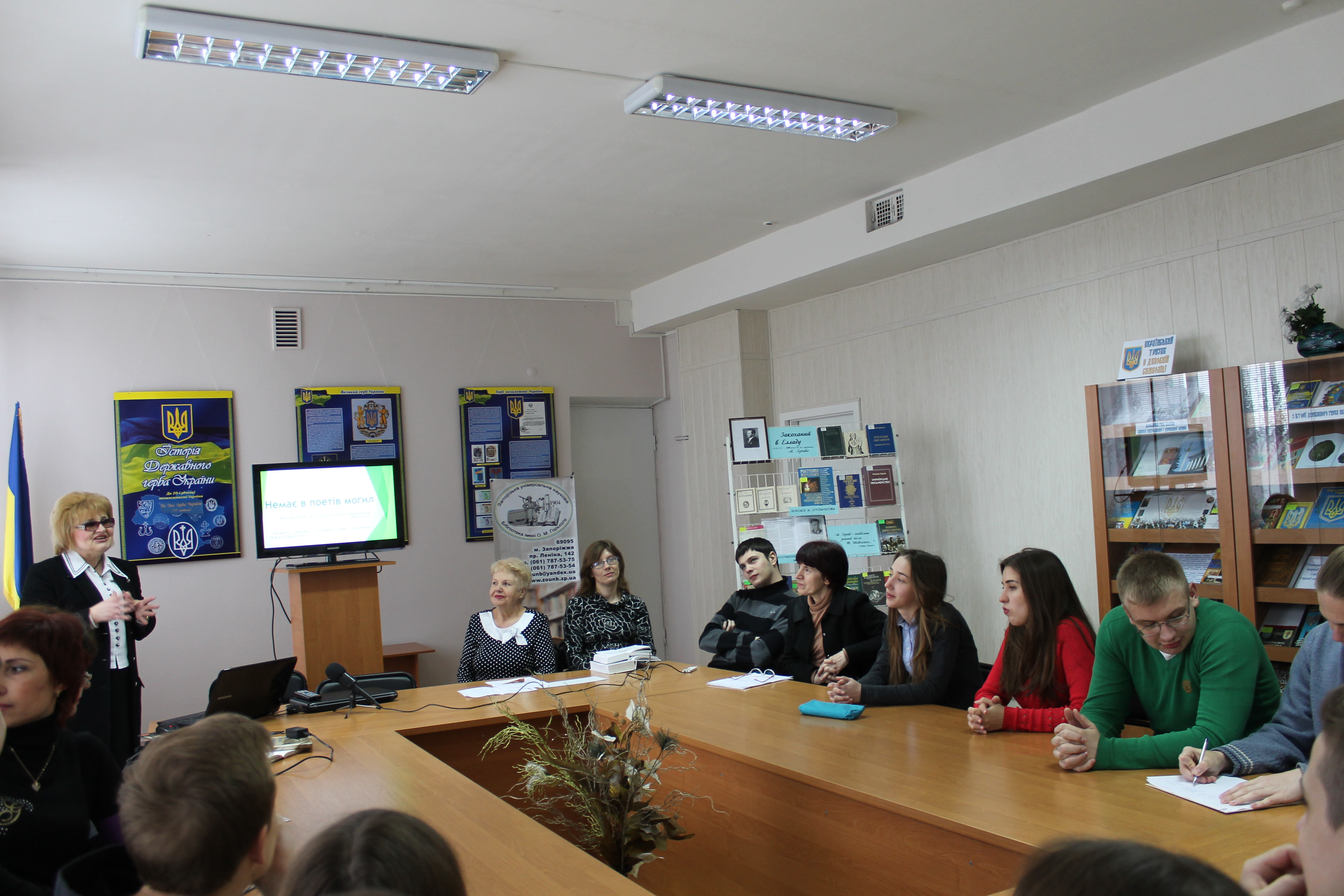
Вечір пам'яті М. К. Зерова. 2015 р.

### Відділ реєстрації користувачів, зведеного статистичного обліку і контролю
Здійснює запис користувачів, ознайомлює з правилами користування бібліотекою, її структурою та режимом роботи. До послуг батьків, які відвідують заклад разом з малечею, — дитяча кімната.

### Відділ наукової інформації та бібліографії
Допомагає користувачам у пошуках літератури через систему каталогів і картотек, виконує тематичні довідки та надає інформацію про наявність документів у фондах бібліотеки, в тому числі у режимі віртуального бібліографа, складає списки.

### Відділ абонемента
Видає користувачам літературу додому, відвідувачі мають змогу самостійного вибору документів на відкритому доступі.

### Інтернет-центр
При бібліотеці діє інтернет-центр, створений за сприяння Посольства США в Україні. Обслуговування користувачів за попередньою реєстрацією та відповідно до встановлених правил роботи у мережі.

### Відділ рідкісних і цінних документів
Містить колекцію раритетних книг та періодичних видань [Архівовано 4 грудня 2010 у Wayback Machine.] обсягом понад 10 тис. примірників. Найстаріший стародрукований документ «Указы Екатерины Великой» (1764 р.), є факсимільне видання «Юности честное зерцало или Показание к житейському обхождению» (1717 р.), прижиттєві видання відомих письменників XIX початку XX століть, краєзнавчі документи, книги з автографами, книги-велетні, мініатюрні, незвичайні подарункові видання. Персонал працює над складанням бібліографічних покажчиків окремих розділів зібрання цінних і рідкісних документів.

### Відділ документів з технічних та економічних наук
Пріоритетним напрямком є обслуговування фахівців промислового виробництва, професіоналів у галузі менеджменту сфери бізнесу та підприємництва. Широко представлена література з економічних, фінансових питань, банківської справи, маркетингу, ІТ-технологій, тут діє клуб винахідників.

### Відділ читальних залів та документів з гуманітарних наук
Пропонує літературу комплексу гуманітарних наук з підсобних фондів та фонду основного книгосховища. Складовими відділу є Канадсько-Український бібліотечний центр, виставкова зала, конференц-зал.

### Сектор міжбібліотечного абонемента
Якщо потрібної книги немає у фондах нашої бібліотеки, працівники відділу допоможуть замовити і одержати необхідні документи поштою з бібліотек України та ближнього зарубіжжя. Підприємства та організації міста обслуговуються по МБА за платними договорами. Тут працює служба електронної доставки документів.

### Відділ сільськогосподарської, природничонаукової та медичної літератури
Пропонує користувачам видання з питань природознавства, екології, ресурсовикористання, математичних наук, фізики, хімії, географії, медицини, сільського господарства. Тут діє ландшафтний клуб.

### Відділ документів на іноземних мовах
Обслуговує користувачів книгами та періодичними виданнями країн ближнього і далекого зарубіжжя. Надає допомогу у вирішенні завдань підготовки спеціалістів з іноземних мов засобами багатогалузевого бібліотечного фонду, зокрема, довідників, навчальних посібників, електронних носіїв інформації. Тут діє регіональний ресурсний центр для викладачів англійської мови.

Курси дизайну у бібліотеці

### Відділ документів з питань мистецтва
Володіє фондом нотно-музичної та мистецтвознавчої літератури, який налічує понад 15 тис. примірників і постійно поповнюється новими книгами, документами на нетрадиційних носіях інформації. Відділ має власний довідково-пошуковий апарат, формує картотеку сценаріїв. Тут діє експозиційний зал виробів народно-прикладного мистецтва, картин самодіяльних і професійних художників, є музичний салон з сучасним мультимедійним обладнанням.

### Сектор періодичних видань та нових надходжень літератури
Отримує інформаційні джерела, періодичні видання України, Росії, країн СНД (понад 1000 назв газет, журналів, інформвидань); надає у користування комплекти періодики, які зберігаються у бібліотеці з 1945 року. У залі нових надходжень користувачі мають змогу ознайомитися з новою літературою, скористатися правом першопрочитання нових надходжень документів.

### Відділ краєзнавства
Збирає видання про історію і сучасний розвиток Запорізького краю, отримує обов'язковий примірник місцевих видань, організовує обслуговування користувачів за допомогою довідково-бібліографічного апарату краєзнавчої літератури. Здійснює видавничу діяльність про край («Вулиці Запоріжжя — дзеркало історії», серії біобібліографічних покажчиків -«Дослідники рідного краю», «Письменники рідного краю», «Герої України — наші земляки», щорічник «Календар знаменних та пам'ятних дат Запоріжжя» та інші).
- Інші відділи:
  - Відділ формування документного фонду
  - Відділ обробки документів і організації каталогів
  - Науково-методичний відділ
  - Відділ автоматизації та інформатизації
  - Виробничо-господарчий відділ
  - Інструктор по кадрах
  - Редакційно-видавничий відділ
  - Відділ соціокультурної діяльності та зв'язків з громадськістю
  - Регіональний консультаційно-тренінговий центр
  - Центр національних культур

## Формат Запорізької ОУНБ

Батік: виставка Анни Поплавки в бібліотеці

- 195 000 відвідувачів бібліотека обслуговує щорічно.
- 1 100 000 видань — загальна видача літератури.
- 1 500 000 одиниць зберігання — бібліотечний фонд.
- 10 000 — цінних і рідкісних видань.
- 20 000 — щорічні надходження нової літератури.
- 1100 назв газет, журналів.
- 27 стаціонарних місць доступу до мережі Інтернету, зони Wi-Fi.
- 150 книжкових виставок щорічно.

Середня відвідуваність одним читачем за рік — 7 разів.
Середня кількість видань, взятих одним користувачем за рік — 46 прим.
Середня відвідуваність бібліотеки за день — 722.
Середня книговидача за день — 3680 прим.

## Години роботи
- Понеділок — четвер — 09:00-19:00
- П'ятниця — субота — 09:00-17:00
- Неділя — вихідний.

## Про бібліотеку у пресі
- «Кобзарь» из Торонто
- Биографии лидеров собрали в ежегодник
- Тысячи книг отпускают на волю
- В библиотеке Горького вспомнили о Чехове
- Приходите в Запорожскую областную библиотеку посмотреть на фото животных[недоступне посилання з липня 2019]
- В библиотеке имени Горького — чудеса юных кудесниц[недоступне посилання з липня 2019]